# 阿蘭諾 (提契諾州)

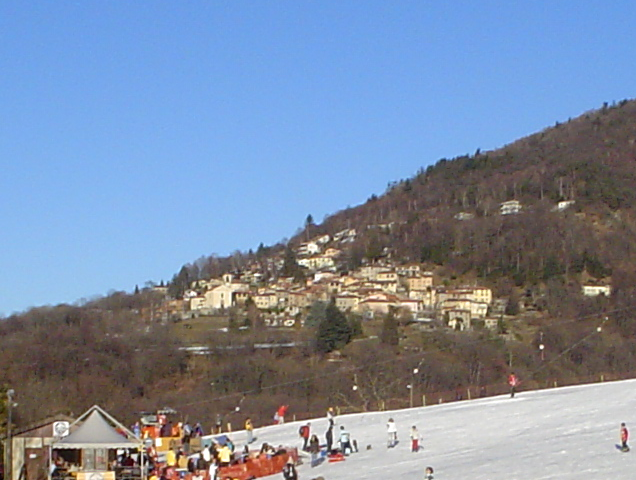

阿蘭諾是瑞士的城鎮，位於該國南部，由提契諾州負責管轄，面積2.72平方公里，海拔高度707米，2011年人口317，六成半人口信奉羅馬天主教，人口密度每平方公里117人。

## 外部連結
- Aranno profile on the Cantonal Administration site